# Santa Maria del Pla (Artesa de Segre)
Santa Maria del Pla és una obra del municipi d'Artesa de Segre (Noguera) protegida com a bé cultural d'interès local.

## Descripció
L'església de Santa Maria del Pla s'emplaça entre camps i el Polígon industrial el Pla, a 1km del nucli d'Artesa de Segre. Es tracta d'una església isolada consistent en un edifici quadrangular d'una sola nau junt amb una casa que degué fer funció de rectoria o de casa d'ermitans.
A la façana de ponent, la principal, hi ha la porta d'accés, d'arc de mig punt, adovellada, amb dovelles que tenen una motllura bisellada a la part inferior i la data 1774 a la dovella central; al damunt hi ha un petit ull de bou i al cim una espadanya d'un sol ull i que s'ha situar cronològicament en la refacció del segle xviii. La façana nord, però, és la més interessant, ja que s'hi conserven els vestigis de la primera església del segle xii. Les restes observades són tres arcs formers de perfil semicircular peraltat que arrenquen d'impostes bisellades, que reforçaven una volta de canó avui desapareguda. En el seu brancal de llevant hi ha els elements d'un pilar exempt i les traces d'un arc, perpendicular al mur, que evidencien que en aquest sector hi havia la capçalera, relacionada amb la nau mitjançant un probable arc triomfal. A la façana sud i dins de la casa adossada, també s'hi conserven restes del temple originari. La teulada del temple actual és a doble vessant amb teula àrab i desaigua sobre la façana nord i sud (a la casa adossada). La façana oest de l'església i de la casa es troben arrebossats i pintats en blanc, en canvi la resta presenten pedra vista.
A nivell cronològic, sembla que l'església originària respon als cànons de primeries del segle xii (a partir de les dades de la façana nord), però pateix una important modificació generalitzada l'any 1774, de fet actualment s'ha de considerar un edifici barroc, que modifica l'estructura general del temple.

## Història
La primera notícia del Santuari de Santa Maria del Pla apareix en el testament d'Arnau d'Artesa, castlà del Castell d'Artesa, el 1169, el qual deixà 10 sous a Sanctam Mariam de Plano de Artesa. Al segle xviii fou profundament reformada i adquirí el seu aspecte actual. Actualment és una santuari marià de la parròquia d'Artesa.